# سهل بن زين ياسين
سهل بن زين ياسين من قارئي القرآن الكريم ومن أئمة المساجد في المملكة العربية السعودية، يعمل إماما وخطيبا لجامع الأمير سلطان بن عبد العزيز في مدينة جدة، وهو مجاز برواية حفص على يد المقرئ أيمن سويد. كما حصل على الإجازة في الشريعة الإسلامية ، و له عدة شرائط و أسطوانات مسجلة لتلاواته للمصحف الشريف، هذا بالإضافة إلى القنوات الإذاعية و التلفزية التي تبث ترتيله.

## وصلات خارجية
- مصحف القارئ سهل بن زين ياسين في موقع بيت الإسلام
- مصحف القارئ سهل بن زين ياسين في موقع قران اون لين
- مصحف القارئ سهل بن زين ياسين في موقع محبي محمد صديق المنشاوي